# Glen Rice, Jr.
Glen Anthony Rice Jr.  (nacido el 1 de enero de 1991 en Miami, Florida) es un jugador de baloncesto estadounidense que actualmente milita en el conjunto del Real Estelí deNicaragua. Con 1,98 metros de altura, juega en la posición de alero. Es hijo del que fue también jugador profesional Glen Rice.

## Trayectoria deportiva

### Universidad
Jugó durante tres temporadas con los Yellow Jackets del Georgia Tech, en las que promedió 9,9 puntos, 4,8 rebotes y 2,1 asistencias por partido.

### Profesional

#### Washington Wizards (2013–2015)
Fue elegido en la trigésimoquinta posición del Draft de la NBA de 2013 por los Philadelphia 76ers, siendo luego traspasados sus derechos a los Washington Wizards.

#### Return to Rio Grande Valley (2015)
En agosto de 2015 fue fichado por los Rio Grande Valley Vipers, donde solamente jugó 1 temporada.

#### Hapoel Holon (2017–2018)
Para la 2017-18 jugó en los Hapoel Holon, un equipo que procede de Israel y forma parte de la Ligat Winner. 

#### Central y Subamérica (2018–2019)
Jugó desde febrero de 2019 en el Instituto Atlético Central Córdoba participante de la Liga Nacional de básquet de Argentina. El día 2 de marzo de 2019 fue cortado tras 5 encuentros, después de amenazar a un árbitro el día anterior.

#### Maccabi Haifa (2021–22)
El 3 de diciembre de 2021, firma con Maccabi Haifa de la Israeli Basketball National League. El 26 de enero de 2022, el club le libera tras golpear al jugador Ariel Tarotzki del Ironi Ramat Gan, durante un encuentro el día anterior.

#### Brillantes del Zulia (2023)
En marzo de 2023 se marcha a Venezuela a firmar por los Brillantes del Zulia de la Superliga Profesional de Baloncesto.
[actualizar]

## Estadísticas de su carrera en la NBA

### Temporada regular
| Año     | Equipo     | PJ | PT | MPP | %TC  | %3P  | %TL  | RPP | APP | ROB | TPP | PPP |
| ------- | ---------- | -- | -- | --- | ---- | ---- | ---- | --- | --- | --- | --- | --- |
| 2013–14 | Washington | 11 | 1  | 9.9 | .297 | .294 | .714 | 1.8 | .6  | .5  | .1  | 2.9 |
| Total   | Total      | 11 | 1  | 9.9 | .297 | .294 | .714 | 1.8 | .6  | .5  | .1  | 2.9 |